# Osterode am Harz
Osterode am Harz es un municipio situado en el distrito de Gotinga, en el estado federado de Baja Sajonia (Alemania), a una altitud de 220 metros. Su población a finales de 2016 era de unos 22 200 habitantes y su densidad poblacional, 220 hab/km².
Se encuentra ubicado a poca distancia al norte de la frontera con el estado de Turingia.

## Galerìa

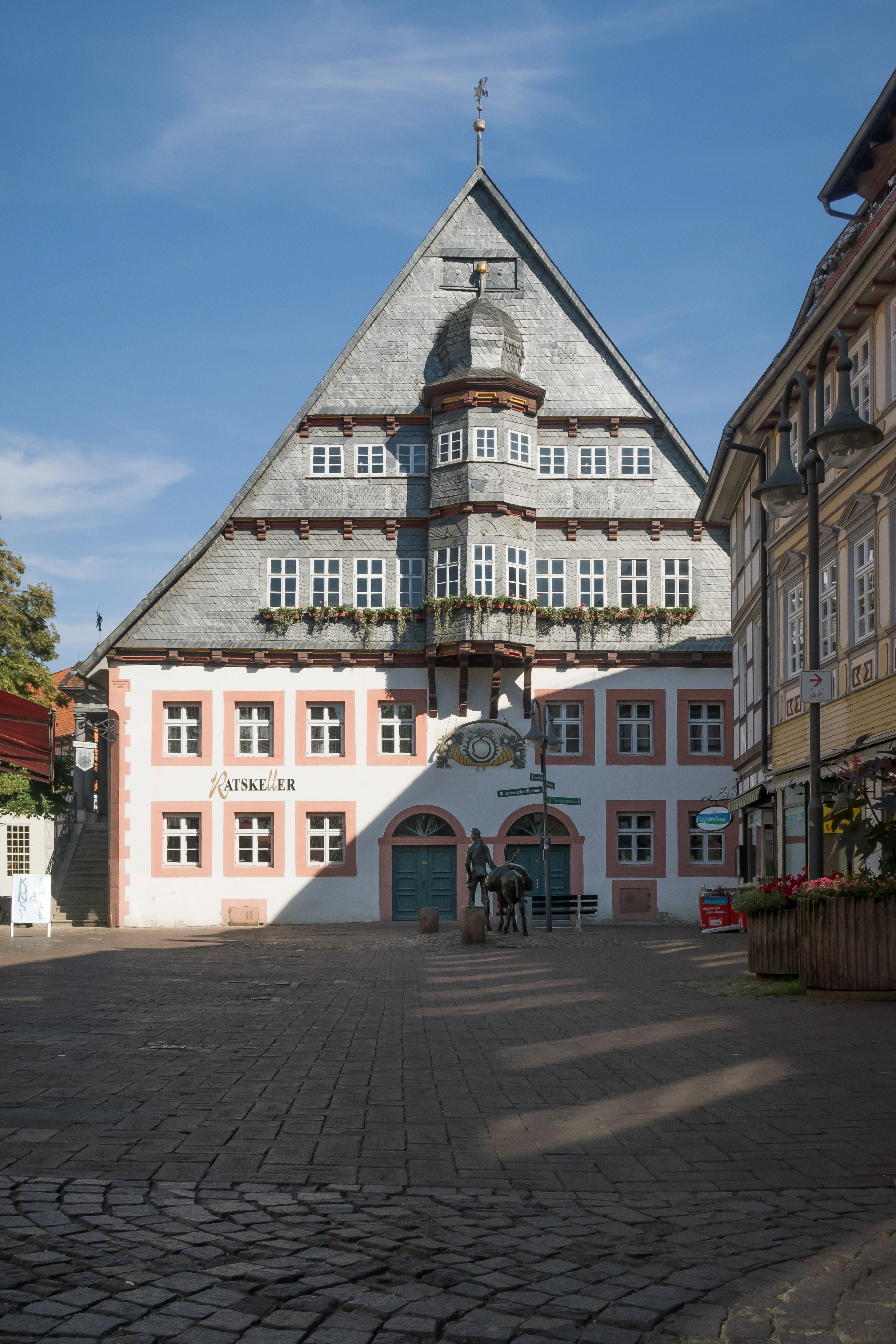
El Ratskeller
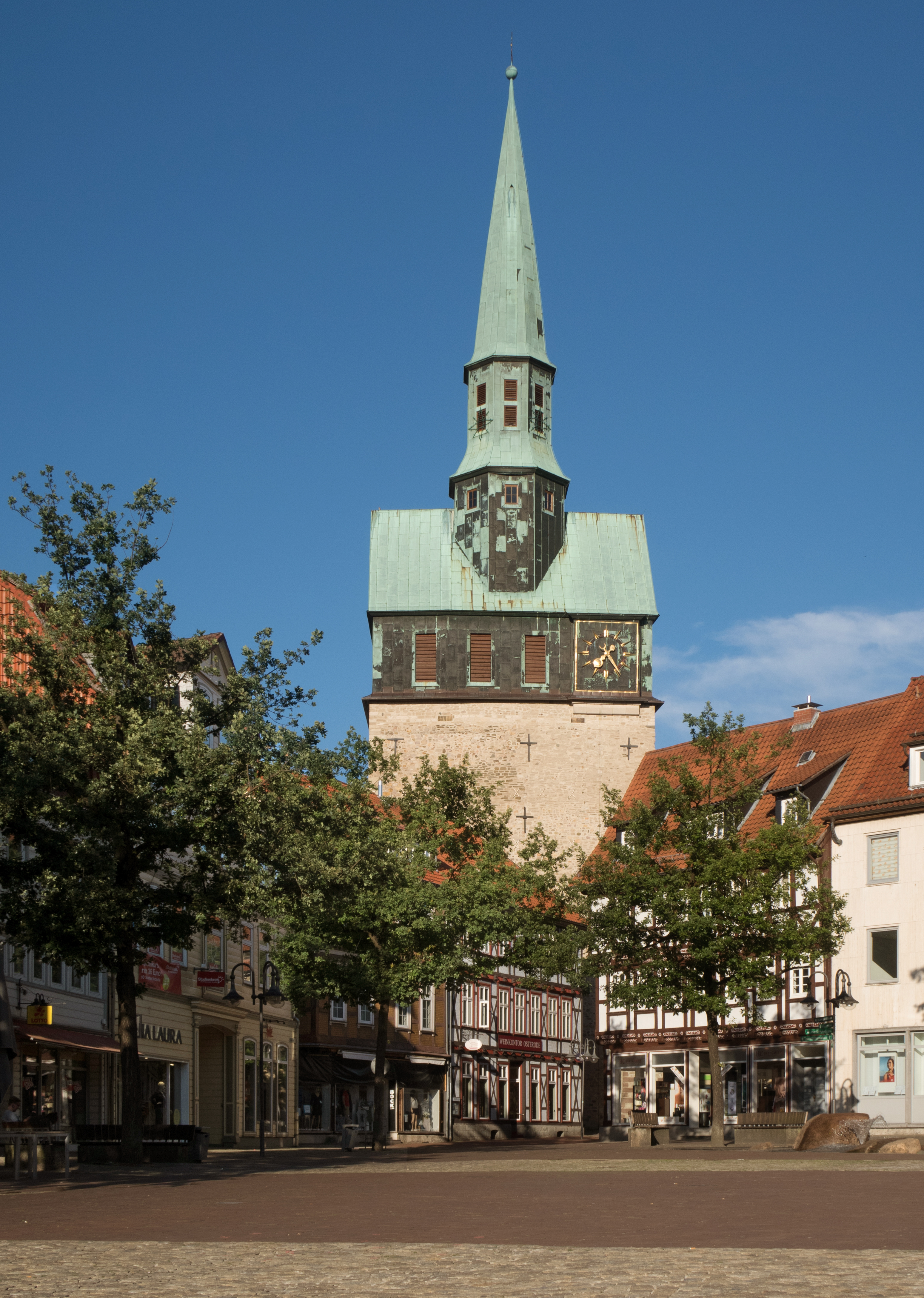
La iglesia: Kirche Sankt Aegidien en el Kornmarkt
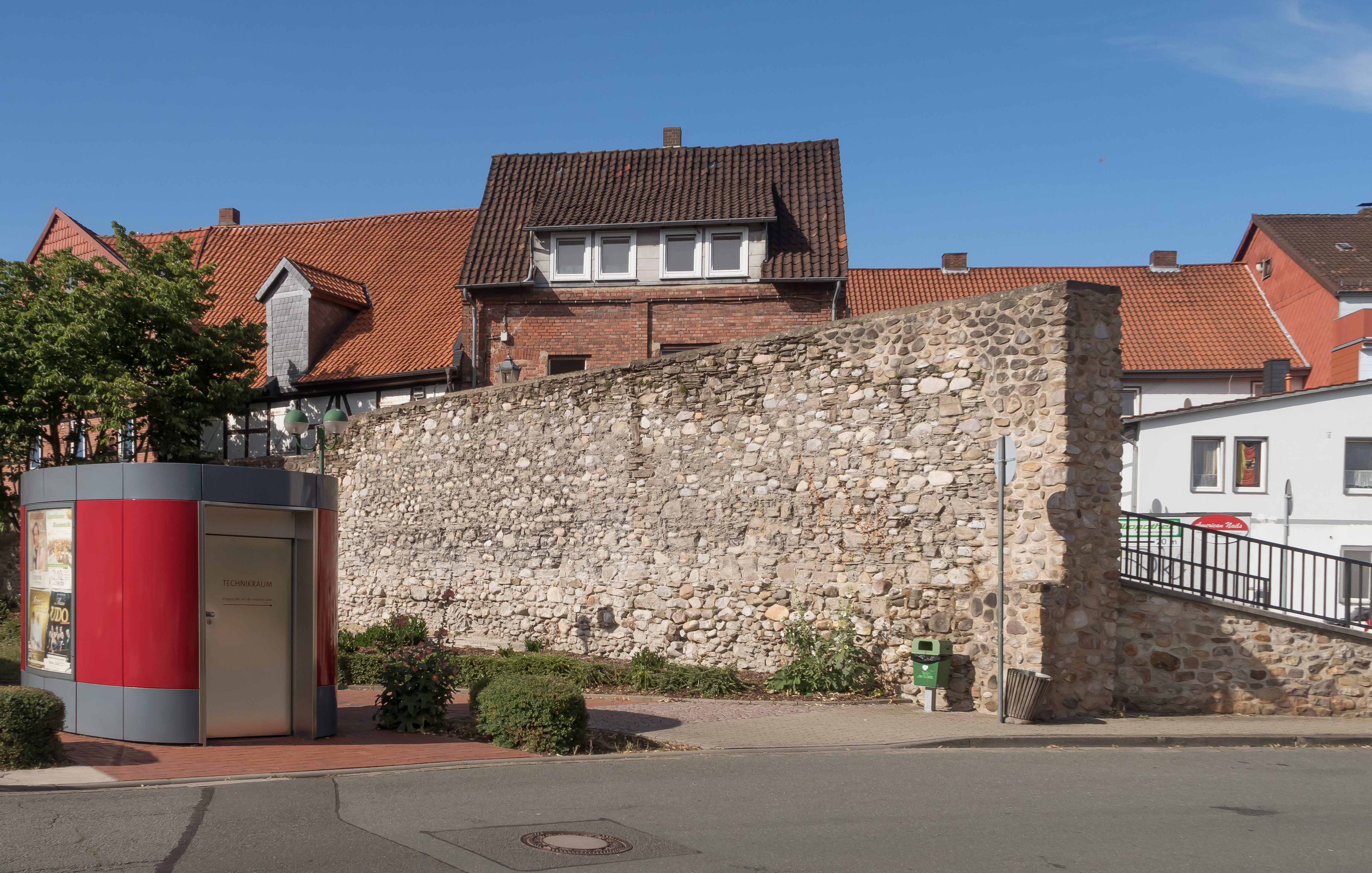
Los restos de la muralla de la ciudad y el baño público
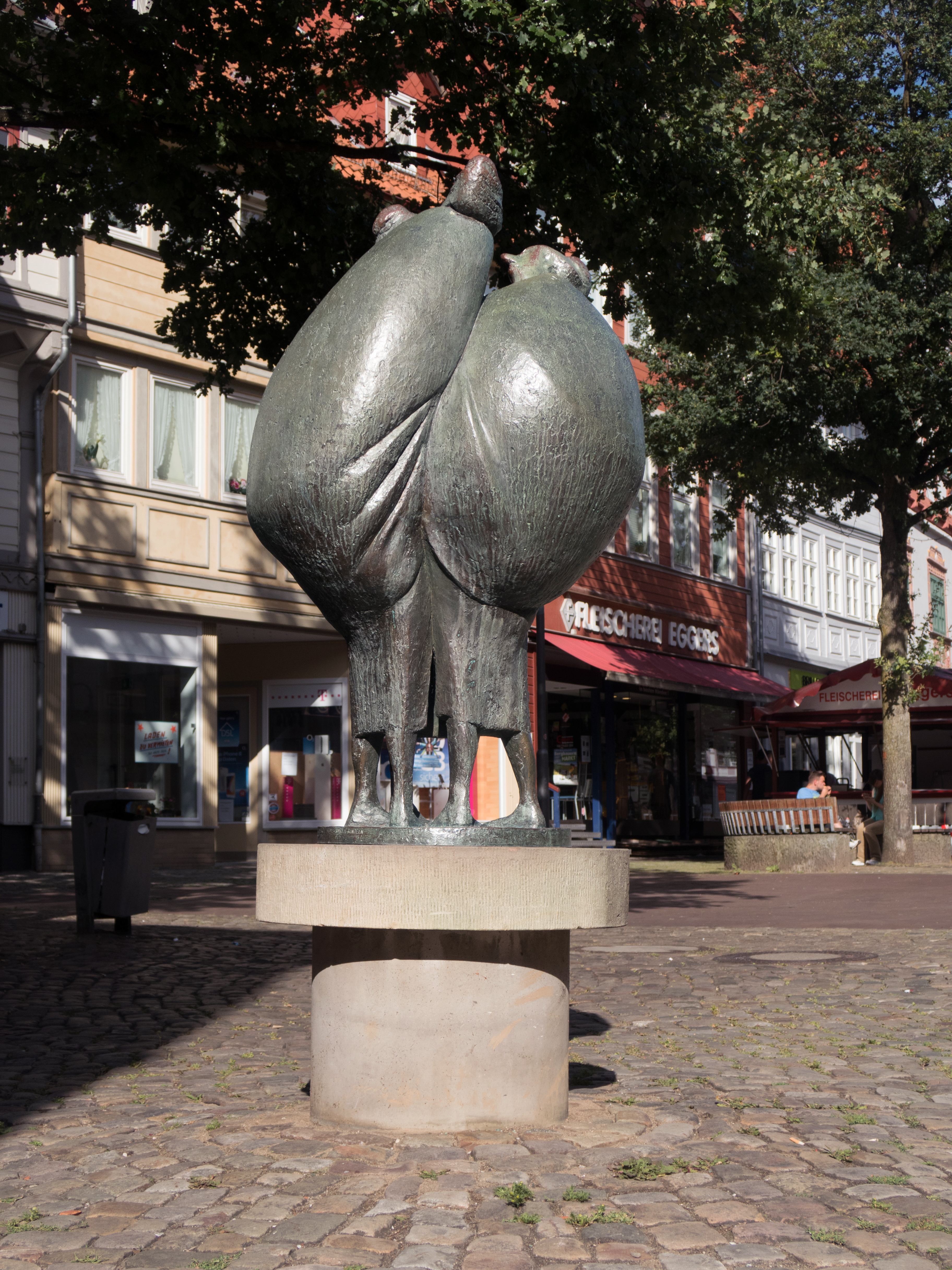
La escultura: Drei Frauen (Tres Mujeres)
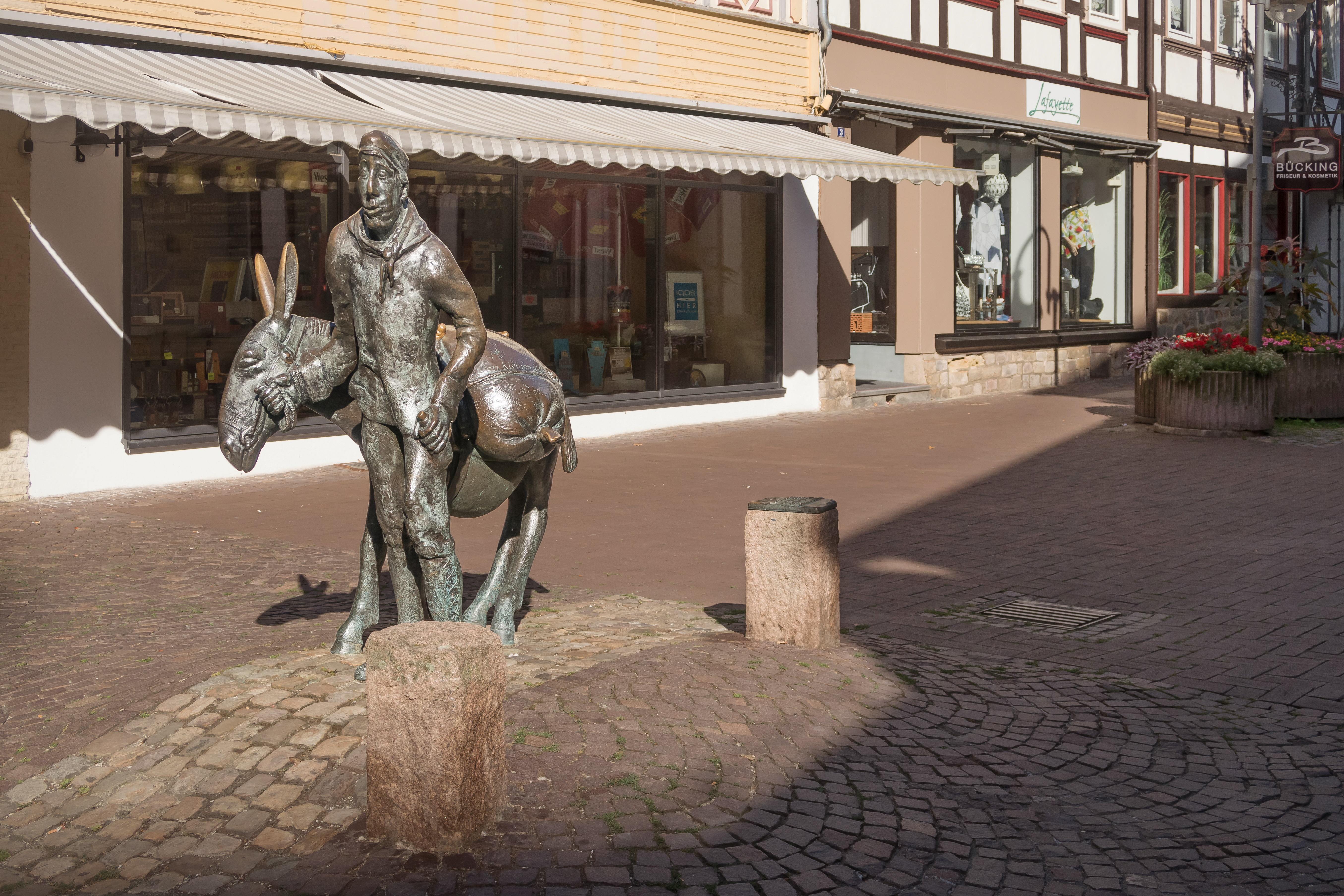
La escultura: der Eseltreiber (el Jinete del Burro) diseñado por Helmut Moos
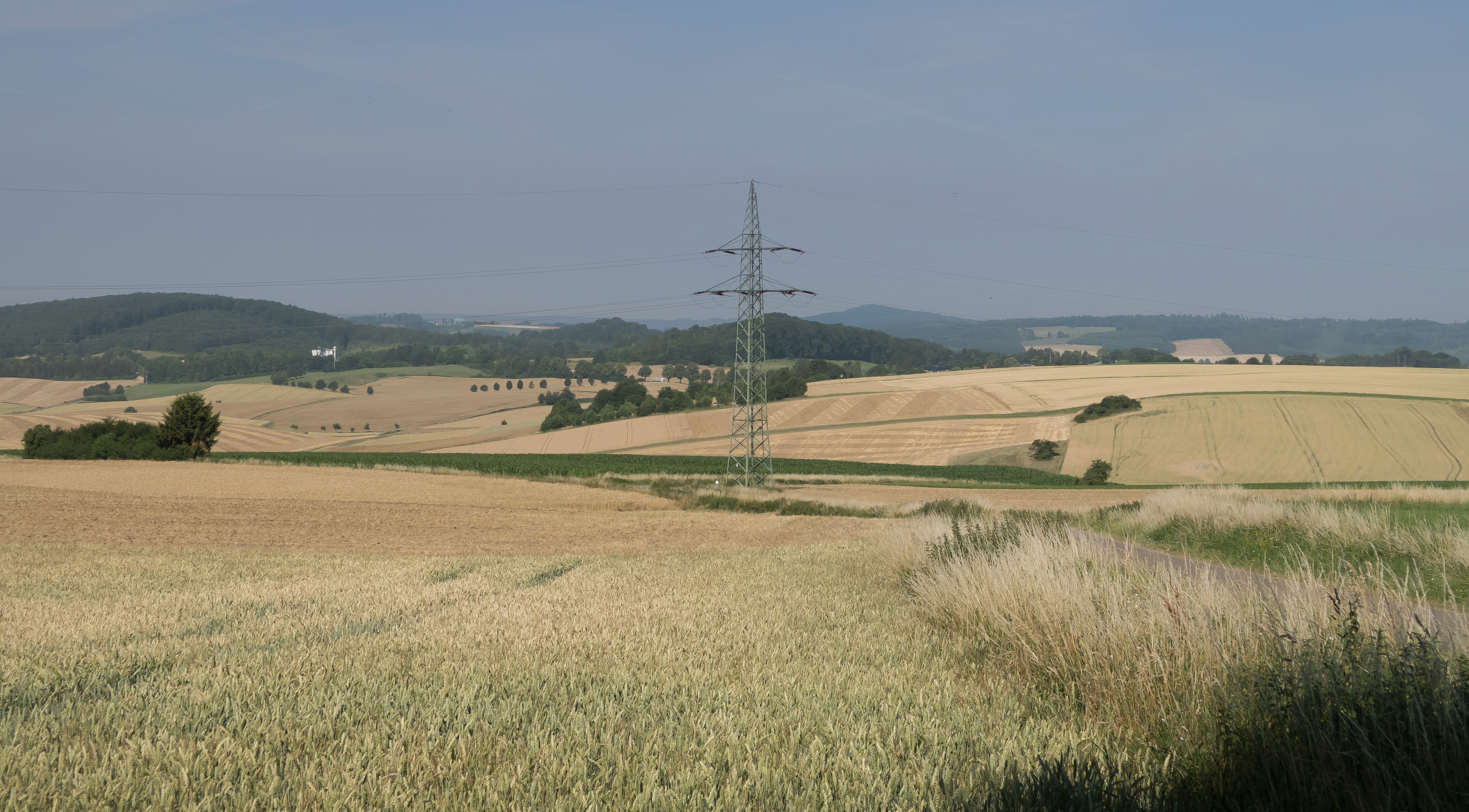
El panorama entre Ührde y Osterade am Harz